# Оспиталет де Льобрегат
Оспиталет де Лобрегат (на испански: L'Hospitalet de Llobregat) е град в Испания в автономна област Каталуния. Оспиталет де Лобрегат е с население от 257 349 жители (по данни към 1 януари 2017 г.) и площ от 12,50 km². Намира се югозападно от Барселона на 8 метра н.в. Пощенският му код е 08901.